# Budapest Hurricanes
I Budapest Hurricanes sono stati una squadra di football americano di Budapest, in Ungheria; fondati nel 2009, hanno vinto 1 Hungarian Bowl, 1 Duna Bowl e 1 Iron Bowl austriaco e hanno chiuso nel 2014.

## Dettaglio stagioni

### Amichevoli
| Stagione | Vin | Par | Per | Tot | PF | PS | avversaria                                |
| -------- | --- | --- | --- | --- | -- | -- | ----------------------------------------- |
| 2010     | 1   | 0   | 2   | 3   | 54 | 67 | Slovenia, Vienna Knights, Zagreb Patriots |
| Totale   | 1   | 0   | 2   | 3   | 54 | 67 |                                           |

Fonte: americanfootballitalia.com

### Tornei

#### Tornei nazionali

##### Campionato

###### HFL
| Stagione | regular season | regular season | regular season | regular season | regular season | regular season | playoff | playoff | playoff | playoff | playoff | playoff        | playoff         |
|          | Vin            | Par            | Per            | Tot            | PF             | PS             | Vin     | Per     | Tot     | PF      | PS      | risultato      | avversaria      |
| -------- | -------------- | -------------- | -------------- | -------------- | -------------- | -------------- | ------- | ------- | ------- | ------- | ------- | -------------- | --------------- |
| 2012     | 3              | 0              | 0              | 3              | 104            | 48             | 0       | 1       | 1       | 21      | 65      | Hungarian Bowl | Budapest Wolves |
| 2013     | 4              | 0              | 0              | 4              | 195            | 85             | 1       | 0       | 1       | 28      | 24      | Campioni       | Budapest Wolves |
| 2014     | 4              | 0              | 2              | 6              | 227            | 188            | -       | -       | -       | -       | -       | -              | -               |
| Totale   | 11             | 0              | 2              | 13             | 526            | 321            | 1       | 1       | 2       | 49      | 89      |                |                 |

Fonti: Enciclopedia del Football - A cura di Massimo Mezzetti

###### Divízió II (secondo livello)
| Stagione | regular season | regular season | regular season | regular season | regular season | regular season | playoff | playoff | playoff | playoff | playoff | playoff   | playoff         |
|          | Vin            | Par            | Per            | Tot            | PF             | PS             | Vin     | Per     | Tot     | PF      | PS      | risultato | avversaria      |
| -------- | -------------- | -------------- | -------------- | -------------- | -------------- | -------------- | ------- | ------- | ------- | ------- | ------- | --------- | --------------- |
| 2011     | 5              | 0              | 0              | 5              | 200            | 25             | 2       | 0       | 2       | 84      | 14      | Campioni  | Újpest Bulldogs |
| Totale   | 5              | 0              | 0              | 5              | 200            | 25             | 2       | 0       | 2       | 84      | 14      |           |                 |

Fonti: Enciclopedia del Football - A cura di Massimo Mezzetti

###### Divízió II (terzo livello)
| Stagione | regular season | regular season | regular season | regular season | regular season | regular season | playoff | playoff | playoff | playoff | playoff | playoff    | playoff           |
|          | Vin            | Par            | Per            | Tot            | PF             | PS             | Vin     | Per     | Tot     | PF      | PS      | risultato  | avversaria        |
| -------- | -------------- | -------------- | -------------- | -------------- | -------------- | -------------- | ------- | ------- | ------- | ------- | ------- | ---------- | ----------------- |
| 2013     | 4              | 0              | 2              | 6              | 235            | 149            | 1       | 1       | 2       | 56      | 43      | Semifinale | Újbuda Rebels 2   |
| 2014     | 4              | 0              | 0              | 4              | 169            | 60             | 2       | 1       | 3       | 112     | 74      | Duna Bowl  | Miskolc Renegades |
| Totale   | 8              | 0              | 2              | 10             | 404            | 209            | 3       | 2       | 5       | 168     | 117     |            |                   |

Fonti: Enciclopedia del Football - A cura di Massimo Mezzetti

###### Austrian Football Division 2 (terzo livello austriaco)
| Stagione | regular season | regular season | regular season | regular season | regular season | regular season | playoff | playoff | playoff | playoff | playoff | playoff   | playoff                 |
|          | Vin            | Par            | Per            | Tot            | PF             | PS             | Vin     | Per     | Tot     | PF      | PS      | risultato | avversaria              |
| -------- | -------------- | -------------- | -------------- | -------------- | -------------- | -------------- | ------- | ------- | ------- | ------- | ------- | --------- | ----------------------- |
| 2011     | 3              | 0              | 1              | 4              | 154            | 73             | 2       | 0       | 2       | 67      | 47      | Campioni  | Schwaz Hammers          |
| 2012     | 5              | 0              | 1              | 6              | 241            | 54             | 1       | 1       | 2       | 79      | 52      | Iron Bowl | Cineplexx Blue Devils 2 |
| Totale   | 8              | 0              | 2              | 10             | 395            | 127            | 3       | 1       | 4       | 146     | 99      |           |                         |

Fonti: Enciclopedia del Football - A cura di Massimo Mezzetti

#### Tornei internazionali

##### IFAF CEI Interleague
| Stagione | regular season | regular season | regular season | regular season | regular season | regular season | playoff | playoff | playoff | playoff | playoff | playoff   | playoff    |
|          | Vin            | Par            | Per            | Tot            | PF             | PS             | Vin     | Per     | Tot     | PF      | PS      | risultato | avversaria |
| -------- | -------------- | -------------- | -------------- | -------------- | -------------- | -------------- | ------- | ------- | ------- | ------- | ------- | --------- | ---------- |
| 2013     | 2              | 0              | 3              | 5              | 155            | 136            | -       | -       | -       | -       | -       | -         | -          |
| 2014     | 1              | 0              | 5              | 6              | 134            | 149            | -       | -       | -       | -       | -       | -         | -          |
| Totale   | 3              | 0              | 8              | 11             | 289            | 285            | -       | -       | -       | -       | -       |           |            |

Fonti: Enciclopedia del Football - A cura di Massimo Mezzetti

### Riepilogo fasi finali disputate
| Anno            | Luogo    | Evento                       | Fase del torneo | Incontro                                      | Risultato |
| 3 luglio 2011   |          | Austrian Football Division 2 | Iron Bowl       | Schwaz Hammers - Budapest Hurricanes          | 13 - 31   |
| 17 luglio 2011  |          | Divízió II                   | Duna Bowl       | Budapest Hurricanes - Újpest Bulldogs         | 49 - 14   |
| 24 giugno 2012  |          | Austrian Football Division 2 | Iron Bowl       | Cineplexx Blue Devils 2 - Budapest Hurricanes | 14 - 6    |
| 22 ottobre 2012 | Budapest | HFL                          | Hungarian Bowl  | Budapest Wolves - Budapest Hurricanes         | 65 - 21   |
| 1º luglio 2013  |          | Divízió II                   | Semifinale      | Újbuda Rebels 2 - Budapest Hurricanes 2       | 26 - 21   |
| 26 ottobre 2013 | Budapest | HFL                          | Hungarian Bowl  | Budapest Hurricanes - Budapest Wolves         | 28 - 24   |
| 2014            |          | Divízió II                   | Duna Bowl       | Budapest Hurricanes 2 - Miskolc Renegades     | 21 - 38   |

## Palmarès
- 1 Hungarian Bowl (2013)
- 1 Duna Bowl (2011)
- 1 Iron Bowl austriaco (2011)